# مریخ به زنان نیاز دارد
مریخ به زنان نیاز دارد (به انگلیسی: Mars Needs Women) فیلمی ۸۰ دقیقه‌ای به کارگردانی لری باچانان با بازی تامی کیرک است.